# Михайловка (Красновский сельсовет)
Михайловка (бел. Міхайлаўка) — агрогородок в Красновском сельсовете Светлогорского района Гомельской области Белоруссии.
На юге граничит с лесом.

## География

### Расположение
В 42 км на северо-запад от Светлогорска, 39 км от железнодорожной станции Светлогорск-на-Березине (на линии Жлобин — Калинковичи), 152 км от Гомеля.

### Гидрография
На реке Березина (приток реки Днепр).

## Транспортная сеть
Рядом автодорога Бобруйск — Речица. Планировка состоит из чуть изогнутой улицы, ориентированной с юго-востока на северо-запад, к которой присоединяется переулок. Застройка двусторонняя, деревянная, усадебного типа.

## История
Выявленное археологами поселение эпохи мезолита (VIII-V-е тысячелетий до н. э., в 250 м на юго-восток от деревни, на надпойменной террасе правого берега Березины) свидетельствует о деятельности человека в этих местах с давних времён. Согласно письменным источникам современная деревня известна с XVIII века как селение в Бобруйском повете Минского воеводства Великого княжества Литовского.
После Второго раздела Речи Посполитой (1793 год) в составе Российской империи. В 1879 году обозначена в числе селений Королёвослободского церковного прихода. Согласно переписи 1897 года в Паричской волости Бобруйского уезда Минской губернии.
В 1930 году организован колхоз «Новая Нива», работала кузница. Во время Великой Отечественной войны в ноябре 1943 года оккупанты полностью сожгли деревню и убили трех жителей. Согласно переписи 1959 года располагались Дом культуры, библиотека, швейная мастерская, магазин, отделение связи.

## Население
- 1795 год — 2 двора
- 1897 год — 31 двор, 209 жителей (согласно переписи)
- 1917 год — 43 двора, 286 жителей
- 1925 год — 56 дворов
- 1940 год — 85 дворов, 480 жителей
- 1959 год — 359 жителей (согласно переписи)
- 2004 год — 108 хозяйств, 277 жителей